# Federal Hockey League 2017-2018
La Federal Hockey League 2017-2018 è l'ottava edizione di questo campionato.

## Squadre partecipanti
Inizialmente la lega sarebbe dovuta passare da sette ad otto squadre: già nell'agosto del 2016 la lega aveva approvato l'espansione a Winston-Salem a partire dalla stagione 2017-2018, con la nascita dei Carolina Thunderbirds.
A causa dell'aumento dei costi e del numero degli abbonamenti venduti, ritenuto insufficiente per farvi fronte, i Berlin River Drivers, finalisti uscenti, vennero sciolti il 18 maggio 2017. Tre mesi più tardi, il successivo 2 agosto, Bruce Bennett, proprietario dei Danbury Titans, ne annunciò lo scioglimento, sempre per motivi economici legati all'aumento dei costi di assicurazione per i lavoratori.
La franchigia dei St. Clair Shores Fighting Saints, cambiò nome in North Shore Knights e venne spostata a Kingsville, in Ontario, divenendo così la seconda squadra canadese della lega.
Il 21 febbraio 2018, a poche partite dalla conclusione della regular season, i Cornwall Nationals cessarono le operazioni. Per le gare rimanenti che i National avrebbero dovuto giocare in casa, la vittoria fu assegnata a tavolino agli avversari; la lega creò invece una squadra, denominata Northern Federals, per disputare le cinque gare che i Nationals avrebbero dovuto giocare ancora a Watertown contro i Wolves.

## Regular season
| Squadra               | PG | V  | VOT | POT | P  | GF  | GS  | Pt  | %     |
| --------------------- | -- | -- | --- | --- | -- | --- | --- | --- | ----- |
| Port Huron Prowlers   | 53 | 41 | 3   | 2   | 7  | 246 | 131 | 131 | 0.824 |
| Watertown Wolves      | 52 | 29 | 6   | 5   | 12 | 229 | 163 | 104 | 0.667 |
| Carolina Thunderbirds | 56 | 25 | 5   | 2   | 24 | 197 | 192 | 87  | 0.518 |
| Cornwall Nationals    | 46 | 18 | 0   | 3   | 25 | 131 | 132 | 57  | 0.413 |
| Danville Dashers      | 56 | 19 | 3   | 5   | 29 | 178 | 189 | 68  | 0.405 |
| North Shore Knights   | 44 | 6  | 0   | 0   | 38 | 103 | 248 | 18  | 0.136 |
| Northern Federals     | 3  | 0  | 0   | 0   | 3  | 8   | 31  | 0   | 0.000 |

Criteri: 1) miglior percentuale; 2) maggior numero di punti; 3) numero di vittorie; 4) scontri diretti; 5) differenza reti

## Play-off
|  | Semifinali | Semifinali            | Semifinali            | Semifinali | Semifinali |  |  | Finale | Finale              | Finale              | Finale | Finale | Finale | Finale |  |
|  |            |                       |                       |            |            |  |  |        |                     |                     |        |        |        |        |  |
|  | 1          | Port Huron Prowlers   | Port Huron Prowlers   | 5†         | 2          |  |  |        |                     |                     |        |        |        |        |  |
|  | 4          | Danville Dashers      | Danville Dashers      | 4          | 1          |  |  | 1      | Port Huron Prowlers | Port Huron Prowlers | 5      | 2      | 4      | 3      |  |
|  | 2          | Watertown Wolves      | Watertown Wolves      | 5†         | 3‡         |  |  | 2      | Watertown Wolves    | Watertown Wolves    | 0      | 3      | 7      | 4      |  |
|  | 3          | Carolina Thunderbirds | Carolina Thunderbirds | 4          | 2          |  |  |        |                     |                     |        |        |        |        |  |

Legenda: † - Partita terminata dopo un tempo supplementare; ‡ - Partita terminata dopo due tempi supplementari

## Premi
| Premio              | Vincitore          | Squadra               |
| ------------------- | ------------------ | --------------------- |
| MVP                 | Branden Parkhouse  | Port Huron Prowlers   |
| MVP - Playoff       | Gavin Yates        | Watertown Wolves      |
| Miglior portiere    | Michael Santaguida | Port Huron Prowlers   |
| Migliori difensori  | Josh Colten        | Port Huron Prowlers   |
| Migliori difensori  | Kyle Powell        | Watertown Wolves      |
| Migliori attaccanti | Branden Parkhouse  | Port Huron Prowlers   |
| Migliori attaccanti | Tyler Gjurich      | Watertown Wolves      |
| Migliori attaccanti | Matt Robertson     | Port Huron Prowlers   |
| Migliori attaccanti | Ahmed Mahfouz      | Danville Dashers      |
| Migliori attaccanti | Josh Pietrantonio  | Carolina Thunderbirds |
| Migliori attaccanti | Justin Levac       | Danville Dashers      |
| Rookie dell'anno    | Michael Santaguida | Port Huron Prowlers   |
| Miglior allenatore  | Joe Pace           | Port Huron Prowlers   |
| Miglior dirigente   | Scott Brand        | Carolina Thunderbirds |